# Bazén skladování vyhořelého paliva

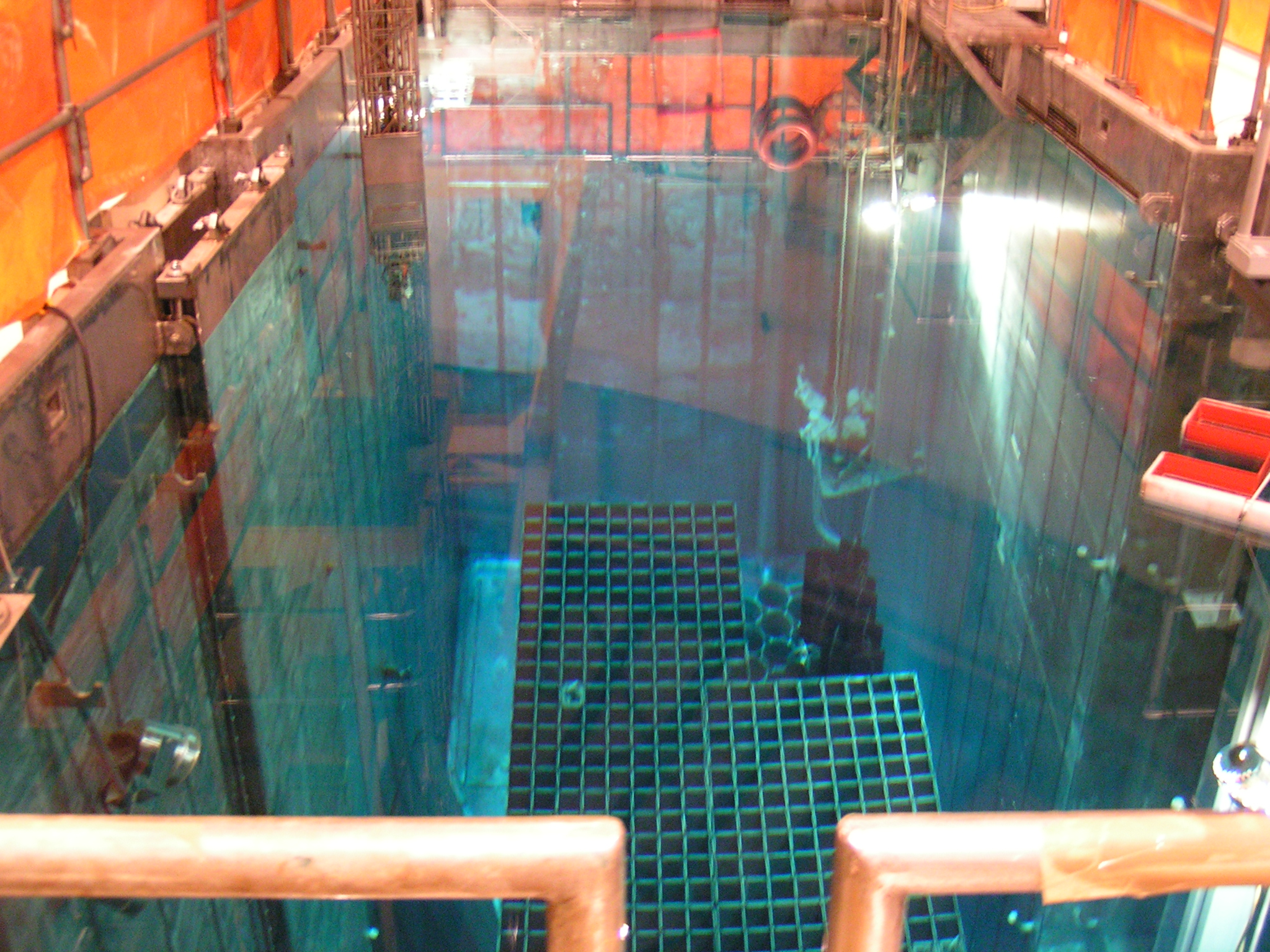
Bazén skladování vyhořelého paliva v jaderné elektrárně Caorso

Bazén skladování vyhořelého paliva – BSVP (anglicky Spent Fuel Pool – SFP) je nádrž určená k manipulování a krátkodobému uložení palivových souborů či kazet v jaderné elektrárně. V rámci názvosloví se někdy používá spojení bazén skladování 'použitého' nebo 'ozářeného' paliva, protože fakticky vzato se nejedná o vyhořelé palivo, a lze jej po přepracování dále energeticky využívat. Jeho hlavní účel je odvod tepla a stínění personálu před zářením vycházejícím z uloženého paliva. Bazény umožňují bezpečnou a celkem jednoduchou manipulaci s radioaktivním materiálem, protože voda je jednoduše dostupná, funguje jako dobré chladivo, již pár metrů vody nad palivem slouží jako dostatečná radiologická ochrana, snadno se čistí a poskytuje transparentní médium pro usnadnění manipulace s palivem a vizuální inspekci.
Historie používání bazénů pro skladování paliva je stejně stará jako jaderné reaktory samotné. Již druhý reaktor na světě, X-10 v Oakridge National Laboratory z roku 1943, používal bazén plný vody pro skladování použitého paliva.

## Mokré vs. suché uložení
Bazén skladování paliva přímo u reaktoru se stará o palivo vyvezené přímo z reaktoru, které je vysoce radioaktivní a navíc uvolňuje velké množství zbytkového tepla. Po určité době se radioaktivita a vyzařované teplo paliva sníží natolik, aby mohlo být přeneseno do meziskladu vyhořelého paliva. Existují dva základní typy – mokré mezisklady a suché mezisklady. V obou typech je vyhořelé palivo bezpečně uložené ve speciálních skladovacích kontejnerech a čeká na uložení do hlubinného úložiště nebo na přepracování. Bazén v mokrém meziskladu je podobný bazénu u reaktoru, ale je přizpůsoben na dlouhodobější uskladnění paliva. V suchém meziskladu je palivo uloženo po menších částech do skladovacích kontejnerů uložených na vzduchu, což je z hlediska chlazení také dostatečné. Suché mezisklady představují novější, jednodušší a spolehlivější technologii meziskladování vyhořelého jaderného paliva za cenu nižší skladovací hustoty a obtížnější kontroly paliva uzavřeného v kontejnerech.

## Konstrukce
Všechny bazény jsou velké robustní monolitické struktury. Stěny bazénu jsou obecně vyrobeny z více než 1 metr silného, nerezovou ocelí obloženého betonu. Na začátku se experimentovalo s různými výstelkami od pouhé barvy až po sklolaminát. Vyhořelé palivo zabírá přibližně spodních 4,5 metru. Potřebná výška hladiny nad palivem pro radiační ochranu jsou 3–4 metry. Výška hladiny je proměnlivá v závislosti na situaci. Za nominálního stavu je hladina tak vysoko, aby pokryla uskladněné palivo a poskytovala dostatečné radiologické stínění. Před a během výměny paliva a během havarijního vyvezení je hladina vyšší, aby bylo možné palivové svazky bezpečně transportovat. Bazén samotný se dělí na více částí. Kromě vyhořelého paliva je v bazénu i místo pro ponoření kontejneru pro přepravu jaderného paliva. V bazénu se také skladuje zaktivované vybavení a komponenty. U reaktorových bazénů je navíc neustále udržováno volné místo na celou palivovou vsázku pro případ nouzové odstávky s vyvezením paliva z celé aktivní zóny.
Velikost, rozložení bazénu a délka uskladnění paliva se navrhuje podle typu reaktoru/paliva a podle použitého palivového cyklu. Například v JE Temelín je nominální hladina bazénu ve výšce 8,1 metru a v režimu odstávky a výměny paliva je hladina 15,5 metru vysoko. Bazén má objem 1440 m3 a umožňuje uskladnit až 678 palivových souborů, 25 palivových souborů v hermetických pouzdrech a 2 pouzdra klastrů. Palivo je v bazénu skladováno většinou po dobu 5 až 12 let dle zbytkového tepla jednotlivých palivových svazků. Poté se převáží do meziskladu vyhořelého paliva. Zároveň při běžném provozu je v bazénu vyhrazeno 163 míst pro případ nouzového vyvezení aktivní zóny reaktoru.
Palivové soubory se v bazénu skladují v roštu, který zajišťuje, že je palivo obtékáno dostatečným množstvím vody a zároveň je podkritické. Rošty samotné jsou z nerezové ocele a jsou umístěny na tlumičích pro případ zemětřesení, aby se zabránilo nárazu do stěny bazénu a případného porušení těsnosti. Postupem času se konstrukce palivového roštu začala vyvíjet směrem k rozšiřování kapacity pro skladování vyhořelého paliva. Prvními kroky bylo zmenšit rozestup mezi vyhořelými palivovými soubory. Později se kapacita začala navyšovat výrobou roštů z nerezové oceli s příměsí bóru či přidáváním kyseliny borité do vody. V JE Temelín jsou rošty vyrobeny z nerezové oceli ATABOR, která obsahuje 1% bóru.
Bazény jsou naplněny několika dalšími metry vody nad vyhořelým palivem, aby zajistily biologické stínění a prostor pro manipulaci s palivem. Rozdíly v designu bazénu neexistují jen mezi technologiemi reaktorů, ale také mezi generacemi technologií a často i mezi jednotlivými elektrárnami. Důležité konstrukční rozdíly zahrnují vlastní umístění bazénu, tj. zda je bazén umístěn uvnitř nebo vně primárního kontejnmentu, návrh cest přenosu paliva do reaktoru a zda je použita borovaná nebo demineralizovaná voda jako chladivo. I přes tyto rozdíly jsou základní konstrukční parametry a bezpečnostní opatření velmi podobná.
Chladicí systémy mají vestavěnou redundanci a pro zachování své funkce jsou připojeny k nouzovému záložnímu napájení. Prostupy bazénu jsou omezeny na minimum a nutné prostupy jsou umístěny tak, aby se zabránilo nechtěnému vypouštění bazénu. Velký objem vody poskytuje významnou tepelnou akumulační schopnost, která zpomaluje postup nehod a poskytuje tak delší čas pro zásah obsluhy. Po havárii ve Fukušimě Daiči byla přijata další opatření k dalšímu zlepšení bezpečnosti bazénů. Tato opatření se značně liší kvůli velké variabilitě konstrukcí, ale nejčastěji šlo o další záložní dodávky elektřiny nebo vody a vylepšení přístrojové techniky.

## Provoz

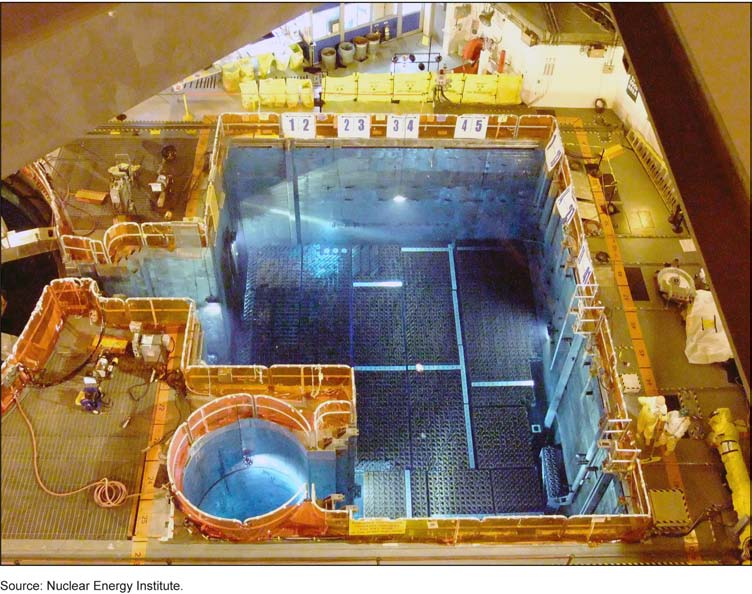
Bazén skladování vyhořelého paliva v reaktorové hale v režimu odstávky.

Asi pětina až čtvrtina celkového množství paliva v reaktoru je odstraněna z aktivní zóny na konci každé palivové kampaně. Cesta přenosu paliva mezi reaktorem a bazénem se zaplaví, aby bylo palivo během cesty stíněno a chlazeno. Palivo se přepravuje z reaktoru pomocí zavážecího stroje. Z důvodu lepšího počátečního chlazení se prvních několik měsíců čerstvě vyhořelé palivo z reaktoru rozmísťuje po bazénu rovnoměrně. Poté je setříděno do jiné části bazénu, kde čeká na konečné vyvezení do meziskladu vyhořelého paliva. Bazén také před koncem kampaně skladuje čerstvé palivo, tak aby během následné odstávky s výměnou paliva bylo již pro zavezení do reaktoru připraveno. Bazén skladování vyhořelého paliva v reaktorové hale také slouží jako úložiště různého vybavení a náhradních nebo poškozených komponent z reaktoru.
Čistota vody v bazénech je neustále monitorována, aby se předešlo degradaci paliva z důvodu koroze. Hlídá se také množství kyseliny borité ve vodě. Protože dochází k vypařování a k radiolýze vody, musí být do bazénu zaveden přívod vody a prostor, kde se bazén nachází, musí mít zajištěnou cirkulaci vzduchu, aby se zabránilo hromadění vodíku.
Se zvyšujícím se množstvím paliva v bazénu je nutné neustále monitorovat stav jednotlivých palivových svazků a popřípadě provést přeskládání tak, aby bylo zajištěno dostatečné chlazení veškerého paliva a zároveň i jeho podkritičnost. Aby se předešlo korodování opláštění paliva, teplota vody v bazénu se drží okolo 50 °C.

## Bezpečnostní rizika
80% světového jaderného paliva je v bazénových skladech, nicméně tento systém není stavěn pro dlouhodobé uskladnění. S ubíhajícím časem se pravděpodobnost havárie zapříčiněná výpadkem chlazení pouze zvyšuje. Dojde-li k dlouhodobému přerušení chlazení v důsledku nouzových situací, může se voda v bazénech vyhořelého paliva vyvařit, což může vést k poškození paliva a následnému úniku radioaktivních prvků do atmosféry, obzvlášť když je bazén umístěn pouze v sekundárním kontejnmentu. Ze stejného důvodu jsou mokré mezisklady více zranitelné vůči některým teroristickým útokům, než reaktor samotný.
Pokud lokace meziskladu neoplývá volným místem, vyšší skladovací hustota oproti suchým meziskladům může být výhoda. Zároveň to ale znamená, že případná havárie (která je u mokrých meziskladů pravděpodobnější kvůli jejich komplexnosti) postihne mnohem větší množství paliva.
V případě krádeže či sabotáže za účelem uvolnění radiace jsou jednotlivé kontejnery v suchém meziskladu opět mnohem bezpečnější. Kontejnery jsou v porovnání s mokrým úložištěm těžko přepravitelné a obsahují v poměru jen malé množství jaderného paliva.
Jeden ze způsobů jak zvýšit bezpečnost bazénů je snížení závislosti jejich chladicího systému na zdroji energie. U některých nově postavených skladovacích bazénů celý chladicí systém může fungovat na zcela pasivním principu, kde je odvod tepla zajištěn přirozenou cirkulací vzduchu přes výměníky tepla. Tyto bazény mají méně aktivních komponent, které vyžadují údržbu, a tím pádem by měly mít delší provozní životnost a menší pravděpodobnost selhání. Tento pasivní chladicí systém byl využit například při stavbě přídavných skladovacích bazénů v jaderné elektrárně Gösgen ve Švýcarsku, jenž byly uvedeny do provozu v roce 2008.